# Кашине Монтеросо - Мецена (Асти)
Кашине Монтеросо - Мецена је насеље у Италији у округу Асти, региону Пијемонт.
Према процени из 2011. у насељу је живело 32 становника. Насеље се налази на надморској висини од 222 м.